# Участок «Карстовый»
Участок «Карстовый» — памятник природы регионального (областного) значения Московской области, который включает ценные в экологическом и научном отношении природные комплексы, а также природные и природно-антропогенные объекты, нуждающиеся в особой охране для сохранения его естественного состояния:
- правобережный склон долины реки Оки с выходами коренных пород, родниками, водопадами, карстовыми формами рельефа;
- места произрастания и обитания редких видов растений и животных, занесенных в Красную книгу Московской области.

Памятник природы основан в 1986 году. Местонахождение: Московская область, городской округ Пущино; городской округ Серпухов, сельское поселение Липицкое, правобережный склон долины реки Оки, между усадьбой «Пущино», автодорогой Ланьшино — Михайловка — Селино — Пущино, улицей Парковой города Пущино и руслом реки Оки. Площадь памятника природы составляет 13,19 га.

## Описание
Территория памятника природы располагается на правобережье реки Оки и включает участок её долины с поймами всех уровней, первой надпойменной террасой, долинно-зандровой равниной и коренными склонами.
Памятник природы располагается на участке с неровной кровлей дочетвертичных пород, представленных комплексом отложений нижнего и среднего карбона — известняками, глинами, алевритами, доломитами и мергелями. Повсеместно отмечаются выходы дочетвертичных пород на поверхность. Абсолютные отметки территории изменяются от 109 м над уровнем моря (отметка на низкой пойме реки Оки в северо-западном углу памятника природы) до 150 м над уровнем моря (отметка на коренном склоне долины на южной границе памятника природы). Перепад высот в границах территории превышает 40 метров.
Входящие в территорию памятника природы верхние части поверхностей коренных склонов, сложенные делювиальными или покровными лёссовидными опесчаненными суглинками на морене и известняках карбона, имеют крутизну 5—8 градусов. Крутизна нижней части склона изменяется от 15 градусов до 35 градусов. Микрорельеф коренных склонов преимущественно ступенчатый.
Поверхность площадки долинного зандра располагается на высоте 32—39 м над урезом воды в реке Оке. Уступ долинно-зандровой равнины хорошо выражен в рельефе. Крутизна склона — 25—30 градусов, местами — до 60—70 градусов.
На высоте 15—20 м над урезом воды четко выражена поверхность надпойменной террасы (ширина до 75 м). Поверхности площадки террасы сложены маломощными древнеаллювиальными песчано-суглинистыми отложениями. Склон террасы имеет ступенчатый профиль, крутизну — 25—30 градусов, местами — до 70 градусов (по стенкам срыва оползней).
Поверхность высокой поймы выражена на высотах 7—10 м над урезом воды в реке. Ширина высокой поймы — до 85 м. Средняя пойма высотой 2—3 м над урезом выражена фрагментарно и имеет ширину до 15 м. Низкая пойма Оки сформировалась на высотах до 1,5—2 м. Участки низкой поймы характеризуются мелкогривистым рельефом, местами встречаются глыбы известняков. Пойменные поверхности сложены аллювиальными песчано-супесчаными и суглинистыми отложениями.
Поверхности высокой поймы и надпойменной террасы осложнены оползневыми телами, образующими хорошо выраженный ступенчатый профиль оползневого склона долины.
Местами пласты известняка отделяются от основной толщи, образуя блоки и трещины отседания. Типичными карстовыми формами, сосредоточенными главным образом на поверхности первой надпойменной террасы, являются небольшие воронки глубиной 2—3 м (реже — до 4 м), а также карстовые блюдца. Сливающиеся друг с другом карстовые блюдца образуют слепые овраги глубиной до 1 м.
Береговые ручьи в средней и нижней частях склона долины Оки выработали рассекающие склон долины балочного типа глубиной до 3 м. Крутизна склонов долин составляет 10—30 градусов, редко — до 45 градусов.
Современные рельефообразующие процессы территории представлены главным образом делювиальным смывом, оползнями и отседаниями, эрозией, аккумуляций в руслах, карстом.
Поверхностный сток с территории памятника природы направлен в реку Оку. Гидрологические объекты памятника природы представлены рекой Любожихой, протекающей по западной границе территории, ручьями Колодня и Портомой, родниками и сочениями, ключевыми «висячими» болотцами. Река Любожиха протекает с юга на север и впадает в Оку. Ширина русла реки — до 1,5 м, глубина — 0,3—0,5 м. На склоне долины Оки, где образовалось значительное количество ручьев и сочений, можно выделить три основных уровня разгрузки грунтовых вод (первый — 155—158 м над уровнем моря, второй — 145 м, третий — 135—137 м). Воды родника Колодня в центральной части территории формируют ручей и в верхней части уступа долинного зандра образуют водопад высотой около 2 м.
Почвенный покров памятника природы представлен преимущественно серыми и агросерыми почвами под широколиственными массивами, карбо-петроземами в местах с близким залеганием карбонатных пород, гумусово-глеевыми почвами в местах подтока грунтовых вод, аллювиальными темногумусовыми, агротемногумусовыми аллювиальными, а также аллювиальными перегнойно-глеевыми почвами на пойме.

### Флора и растительность
Наибольшее распространение на территории памятника природы имеют склоновые широколиственные широкотравные леса и красочные злаково-разнотравные остепненные луга, а также влажнотравные приручьевые леса и обнажения известняков с редкими видами растений.
Склоны коренного берега на большей части территории заняты тенистыми липово-кленовыми широкотравными лесами с вязом голым. Диаметр стволов лип достигает 60—70 (80) см, кленов — 35—40 см. Некоторые старые вязы имеют диаметр ствола до 70—80 см. В сомкнутом пологе подроста обилен клен платановидный и черемухи разного возраста. В травяном ярусе обильны сныть обыкновенная, хохлатка плотная и ветреница лютичная, встречаются гравилат городской, зеленчук жёлтый, будра плющевидная, яснотка крапчатая, фиалка удивительная, медуница неясная, лютик кашубский, колокольчик широколистный (редкий и уязвимый вид, не включенный в Красную книгу Московской области, но нуждающийся на территории области в постоянном контроле и наблюдении), овсяница гигантская. Редко в подлеске встречается клен полевой, занесенный в Красную книгу Московской области.
По нарушенным участкам у дорог и вблизи жилья разрастаются чистотел большой, чистец лесной, а по окнам — крапива двудомная, купырь лесной, пустырник волосистый.
В нижних частях склонов обильна черемуха, появляются ольха серая (диаметр стволов до 22—25 см), выражен кустарниковый ярус из лещины обыкновенной, жимолости лесной и малины, в травостое увеличивается доля влажнотравья (чистяка весеннего, звездчатки дубравной), высокотравья и хвоща лугового. Высокое обилие имеет здесь пролесник многолетний и колокольчик широколистный. По опушке леса обильна ежевика сизая.
По ручьям, прорезающим склоны, растут увитые хмелем ива ломкая, ольха чёрная и ольха и черемуха. Диаметр стволов старых ив достигает иногда 100 см, в травостое обильны крапива двудомная, чистяк весенний, сныть, лютик кашубский, бодяк овощной, мягковолосник водяной, яснотка крапчатая, бутень ароматный, дудник лекарственный, чистец лесной, сердечник горький, пролесник многолетний, колокольчик широколистный. У воды встречается группами норичник крылатый, занесенный в Красную книгу Московской области, а также калужница, посконник коноплевый (редкий и уязвимый вид, не включенный в Красную книгу Московской области, но нуждающийся на территории области в постоянном контроле и наблюдении). На почве много крупных листостебельных мхов рода плагиомниум.
Обнажения известняка в нижней части склонов, борта карстовых форм зарастают молодыми кленами, ольхой, бересклетом бородавчатым, крушиной слабительной, или жестером, копытнем европейским, пузырником ломким и омфалодесом, или пупочником ползучим, занесенным в Красную книгу Московской области.
У водопада на склоне коренного берега сформировался ивово-липово-кленовый лес с вязом и березой лещиновый (высота до 10 м) снытьево-пролесниковый с зеленчуком, хохлаткой плотной, ветреницей лютичной, медуницей неясной, копытнем, чиной весенней, крапивой двудомной, лютиком кашубским, вороньим глазом четырёхлистным, купеной многоцветковой, борцом северным, колокольчиком широколистным, фиалками удивительной и холмовой, дремой двудомной, подмаренником средним, хвощом лесным, чистотелом большим. Там на обнажениях известняка, где постоянно течет вода, обильна маршанция многообразная, а над водопадом в полосе брызг растет резуха повислая, занесенная в Красную книгу Московской области, и пузырник ломкий.
Безлесные склоны коренного берега реки Оки в восточной части памятника природы ниже западной окраины города Пущино заняты красочными кострецово-разнотравными и мятликово-разнотравными остепненными лугами. Здесь обильны мятлик узколистный, осока ранняя, кострец безостый, таволга обыкновенная, земляника зелёная (полевая), райграс высокий, жабрица порезниковая, подмаренник настоящий, василистник малый, василек шероховатый. Часто встречаются осока гвоздичная, бедренец-камнеломка, фиалка холмовая, вероника широколистная, репешок обыкновенный, герань луговая, колокольчики болонский, шалфей луговой (последние два — редкие и уязвимые виды, не включенные в Красную книгу Московской области, но нуждающиеся на территории области в постоянном контроле и наблюдении), колокольчики скученный, рапунцелевидный и раскидистый, цикорий обыкновенный, зверобой продырявленный, астрагал нутовый, подмаренники мягкий и северный, гвоздика Фишера, клевер горный, вязель пестрый, тимофеевка степная, ястребинка зонтичная, овсяница луговая, трясунка средняя, скабиоза светло-желтая, вьюнок полевой, стальник пашенный, крестовник Якова, гвоздика Фишера, черноголовка обыкновенная, кульбаба шероховатая, василек луговой, молочай прутьевидный, лен (ленок) слабительный, девясил ивовый, истод горьковатый, осока соседняя, синеголовник плосколистный.
На этих лугах обильна ветреница лесная, группами встречаются горечавка крестовидная и астра ромашковая, изредка — козелец пурпурный, виды, занесенные в Красную книгу Московской области.
На опушке леса появляются первоцвет весенний, астрагал солодколистный, клевер средний, пахучка обыкновенная, колокольчик персиколистный (редкий и уязвимый вид, не включенный в Красную книгу Московской области, но нуждающийся на территории области в постоянном контроле и наблюдении) и ломонос прямой — редкий вид, занесенный в Красную книгу Московской области. В нижней части склона в небольшой западине встречен ещё один редкий охраняемый в Московской области вид растений — ирис сибирский.
Склоновые луга в восточной части территории представлены разнотравно-злаковыми сообществами с кострецом безостым, купырем лесным, пыреями ползучим и средним, вейником наземным, райграсом высоким, мятликом узколистным, репешком обыкновенным, вероникой широколистной, осокой соседней, или колосистой, колокольчиком рапунцелевидным, зверобоем продырявленным, борщевиком сибирским. На самых крутых, хорошо освещенных участках таких лугов обильна таволга обыкновенная, осока ранняя, встречаются зопник клубненосный, вязель пестрый и жабрица порезниковая.
Местами на лугах имеются куртины молодых деревьев и кустарников: березы, осины, клёна, ольхи серой. Вблизи садовых участков на лугах много корневой поросли вишни и малины, сорных видов растений: лопуха большого, болиголова крапчатого, полыни обыкновенной, пустырника волосистого.
Склоны высокой поймы и средняя пойма ниже опушки леса заняты высокотравными купырево-кострецовыми и бутенево-кострецовыми лугами с таволгой вязолистной, бутенем ароматным, дягилем, щавелем густым, полынью обыкновенной, лопухом, геранью луговой, ясменником приручейным, кострецом безостым, колокольчиком крапиволистным (редкий и уязвимый вид, не включенный в Красную книгу Московской области, но нуждающийся на территории области в постоянном контроле и наблюдении). Местами встречаются участки с подбелом гибридным, бутенем Прескотта. Прибрежные ивняки поросли эхиноцистисом дольчатым.
По берегам реки Оки растут ивы ломкие и ольха чёрная, двукисточник тростниковидный, осока острая, сусак зонтичный.

### Фауна
Животный мир территории памятника природы отличается относительно хорошей сохранностью и репрезентативностью для природных сообществ пригородных территорий юга Московской области. На территории памятника природы отмечено обитание 37 видов позвоночных животных, в том числе двух видов амфибий, двух видов пресмыкающихся, 29 видов птиц и четырёх видов млекопитающих.
Основу фаунистического комплекса наземных позвоночных животных территории составляют характерные виды лесных местообитаний, виды лугово-полевых местообитаний; виды водно-болотного комплекса имеют меньшую долю в видовом составе. Наименьшую долю представляют синантропные виды, тяготеющие к примыкающим застроенным участкам.
В границах памятника природы можно выделить три основных зоокомплекса (зооформации): лиственных лесов; луговых местообитаний; водно-болотных местообитаний.
Зооформация лиственных лесов, распространенная в широколиственных и мелколиственных лесах разных типов, занимает большую часть территории. Здесь представлены следующие виды позвоночных животных: малая лесная мышь, обыкновенная кукушка, обыкновенный соловей, рябинник, чёрный дрозд, певчий дрозд, зарянка, зяблик, черноголовая славка, славка-завирушка, пеночка-весничка, пеночка-трещотка, зелёная пеночка, большая синица, обыкновенная лазоревка, обыкновенный поползень, большой пестрый дятел, мухоловка-пеструшка, травяная лягушка.
По полянам и луговым опушкам территории памятника природы обычны: обыкновенная полевка и европейский крот, обыкновенная овсянка, луговой чекан, серая славка, обыкновенная чечевица, черноголовый щегол, зеленушка, обыкновенный скворец, сорока. Пресмыкающиеся представлены здесь живородящей ящерицей и обыкновенным ужом (вид занесен в Красную книгу Московской области). Численность ужа территории памятника природы довольно стабильна на протяжении многих лет. Также в этом типе местообитаний обитают редкие бабочки: махаон и многоцветница черно-желтая, или черно-рыжая (оба вида бабочек занесены в Красную книгу Московской области).
Долины ручьев, места выходов грунтовых вод, участки небольших «висящих» болот, пойма реки Оки являются местом обитания видов водно-болотного фаунистического комплекса. Среди млекопитающих и птиц в этих биотопах обычны: кряква, садовая славка, американская норка, многие луговые и лесные виды. Здесь многочисленны травяная и прудовая лягушки.
К преобразованным территориям тяготеют: серая ворона, грач, белая трясогузка, ряд перечисленных выше луговых видов.
В пределах территории памятника природы сохраняются местообитания видов беспозвоночных животных, занесенных в Красную книгу Московской области: пилохвоста восточного, скакуна германского, офонуса неясного.

## Объекты особой охраны памятника природы
Охраняемые экосистемы: широколиственные склоновые липово-кленовые широкотравные леса с вязом голым, местами с подростом клёна равнинного широкотравные леса; склоновый ивово-липово-кленовый лес с вязом и березой лещиновый; приручьевые ольшаники с черемухой влажнотравные и крапивно-влажнотравные; обнажения известняков с редкими видами растений; остепненные красочные кострецово-разнотравные и мятликово-разнотравные склоновые луга; пойменные высокотравно-кострецовые луга и прибрежные ивняки с ольхой чёрной.
Охраняемые в Московской области, а также иные редкие и уязвимые виды растений:
- виды, занесенные в Красную книгу Московской области: клен равнинный, или полевой, ирис сибирский, астра ромашковая, или итальянская, ветреница лесная, ломонос прямой, резуха повислая, горечавка крестовидная, норичник крылатый, или теневой;
- виды, являющиеся редкими и уязвимыми таксонами, не включенные в Красную книгу Московской области, но нуждающиеся на территории области в постоянном контроле и наблюдении: колокольчики крапиволистный, персиколистный, болонский и широколистный, посконник коноплевый.

Виды животных, занесенные в Красную книгу Московской области: обыкновенный уж, махаон, многоцветница черно-желтая, или черно-рыжая, пилохвост восточный, скакун германский, офонус неясный.